# Lovrečica
Lovrečica (olaszul: San Lorenzo) falu Horvátországban, Isztria megyében. Közigazgatásilag Umaghoz tartozik.

## Fekvése
Az Isztria északnyugati részén, Umagtól 6 km-re délre a tengerparton, az azonos nevű földfok közelében a Slanik-öböl északi partján, az Umag-Novigrad út mellett fekszik.

## Története
Területén már az ókorban éltek emberek. Ezt bizonyítják az itt található római villamaradványok, feliratos kőtöredékek és sírkőlapok. Első írásos említése 1029-ben történt abban az oklevélben, melyben az aquileiai pátriárka a terület hűbérbirtokát átengedi a novigradi püspöknek. A világi ellenőrzést a 16. századtól az umagi elöljárók gyakorolták. Szent Lőrinc tiszteletére szentelt plébániatemplomát 1580-ban említi először az egyházi vizitáció, amikor még temető volt körülötte. A háborúkban és járványokban elpusztult lakosság helyére a 17. században a török elől menekülő dalmáciai horvát földművesekkel telepítették be. 1797-ben a napóleoni háborúk következtében megszűnt a Velencei Köztársaság és az Isztriával együtt a település is Habsburg uralom alá került. 1805-ben Napóleon a francia fennhatóság alatt álló Illír provincia részévé tette. Napóleon bukása után 1813-ban az egész Isztriával együtt ismét a Habsburg birodalom részévé vált és maradt 1918-ig. 1857-ben 639, 1910-ben 194 lakosa volt.
Az első világháború után a rapallói szerződés értelmében Isztria az Olasz Királysághoz került. 1943-ban az olasz kapitulációt követően német megszállás alá került, mely 1945-ig tartott. A második világháború után a párizsi békeszerződés értelmében Jugoszlávia része lett, de 1954-ig különleges igazgatási területként átmenetileg a Trieszti B zónához tartozott és csak ezután lépett érvénybe a jugoszláv polgári közigazgatás. A település Jugoszlávia felbomlása után 1991-ben a független Horvátország része lett. 2011-ben 175 lakosa volt. Lakói főként a turizmussal és vendéglátással foglalkoznak, de sokan foglalkoznak mezőgazdasággal is.

## Nevezetességei
- Szent Lőrinc tiszteletére szentelt plébániatemplomát 1580-ban az egyházlátogatáskor említik először, pontos építési ideje nem ismert. A templomot 1879-ben átépítették, 1894-ben bővítették, 1931-ben megújították. Egyhajós épület egyenes szentélyzáródással, a hajót a szentélytől diadalív választja el. Különálló 25 méter magas harangtornyát 1893-ban építették a régi helyére. Keresztelőmedencéje 1712-ben, orgonája 1733-ban készült. Értékesek még táblaképe és a szentek szobrai is.
- Lovrečicától nem messze a Sv. Ivan Kornetski-öbölben ókori kikötő és egy a 11. század végén lerombolt kora középkori vár maradványait tárták fel egy torony fennmaradt részével. Az öböl déli részén található a Punta Finida-félsziget egy történelem előtti település maradványaival. A 12. – 13. században épített Szent János templom egyhajós épület, belső négyszögletes apszissal. 1882-ben átépítették.

## Lakosság
| Lakosság változása | Lakosság változása | Lakosság változása | Lakosság változása | Lakosság változása | Lakosság változása | Lakosság változása | Lakosság változása | Lakosság változása | Lakosság változása | Lakosság változása | Lakosság változása | Lakosság változása | Lakosság változása | Lakosság változása | Lakosság változása |
| ------------------ | ------------------ | ------------------ | ------------------ | ------------------ | ------------------ | ------------------ | ------------------ | ------------------ | ------------------ | ------------------ | ------------------ | ------------------ | ------------------ | ------------------ | ------------------ |
| 1857               | 1869               | 1880               | 1890               | 1900               | 1910               | 1921               | 1931               | 1948               | 1953               | 1961               | 1971               | 1981               | 1991               | 2001               | 2011               |
| 639                | 683                | 171                | 252                | 227                | 194                | 1107               | 1179               | 219                | 175                | 210                | 170                | 253                | 324                | 154                | 175                |

## Sport
A Miro Vitorlás- és Windszörf Iskola jolle, vitorlás, széllovas, kajak és SUP oktatást és bérlési lehetőséget biztosít.